# Pierre Dutour
Pour les articles homonymes, voir Dutour.
Pierre Dutour est un trompettiste, chef d'orchestre, arrangeur et compositeur français né le 10 novembre 1931 à Boulogne-sur-Gesse et mort le 31 octobre 2023 à Meaux,.

## Biographie[3]
Pierre Dutour passe son enfance à Boulogne-sur-Gesse, petit village isolé aux pieds des Pyrénées. Pendant la guerre, des réfugiés y sont cachés par la population. L’un d’entre eux, chef de la fanfare locale, repère les talents à l’harmonica du jeune Pierre et propose à sa mère de lui apprendre la musique. Vers la fin de la guerre, il la convaincra également de lui acheter un cornet à pistons, Pierre ayant été bouleversé par la musique de Louis Armstrong. Pendant trois ans, Pierre Dutour jouera de la pichotte dans cette fanfare.  
Juste après la guerre, il débute dans le métier en passant un an dans l’orchestre de Henri Lovel à Toulouse. Il commence aussi à jouer du bandonéon.
Grâce au pianiste Henri Pelissier qu'il rencontre lors de son service militaire à la Musique du régiment de Toulouse, il travaille deux ans à L'Albrighi, célèbre cabaret toulousain des années 1950.
Il est ensuite successivement engagé dans l’orchestre d'Alix Combelle à Paris, dans celui du trompettiste Aimé Barelli en 1958 à Monte-Carlo, puis dans le nouvel orchestre de Jacques Hélian. Au début des années 1960, après trois années passées au cabaret parisien Le Keur-Samba, il intègre l’orchestre des Jeunesses musicales de France dirigé par Claude Bolling.

Pierre Dutour était aussi le trompettiste attitré de Nino Ferrer dont il était proche.
Musicien de studio très sollicité, Pierre Dutour a participé aux séances d’enregistrement du label Borelli pendant plus de vingt ans, ainsi qu'à celles de nombreux artistes de variétés. Il interprète notamment le fameux solo de trompette accompagnant Joe Dassin dans la chanson L'Été indien. 
Seul ou avec ses complices Jack Arel et Jean-Claude Petit, à la fin des années 1960 et au début des années 1970, il a également composé un très grand nombre d’œuvres d'illustration sonore, entre autres les 33 tours DMM pour Dance and Mood Music du label Chappell, aujourd’hui très prisés des disc-jockeys et des collectionneurs de disques rares.

## Discographie
- Pierre Dutour et son Orchestre - Dance & Mood Music : 5 LP (les volumes 9, 11, 13, 19 et 21 - années 1970)

## Filmographie
Compositeur
- 1976 : Feelings de Gerry O'Hara
- 1979 : Madame de Sévigné : Idylle familiale avec Bussy-Rabutin, téléfilm de Gérard Pignol et Jacques Vigoureux
- 1994 : Le Fils du cordonnier, mini-série de Hervé Baslé
- 2000 :  Noël et les garçons, court-métrage de Jean-Marc Vincent

Trompettiste
- 1972 : Liza de Marco Ferreri
- 1983 : Le Bal d'Ettore Scola
- 1996 : Le Plus Beau Métier du monde de Gérard Lauzier